# Dicropleon periclimenis
Dicropleon periclimenis är en kräftdjursart som beskrevs av John C. Markham 1972. Dicropleon periclimenis ingår i släktet Dicropleon och familjen Bopyridae. Inga underarter finns listade i Catalogue of Life.